# First Japan Tour LOVIN' LIVE
『First Japan Tour LOVIN' LIVE』（ファースト・ジャパン・ツアー ラヴィン・ライヴ）は、日本の音楽グループFUNKY MONKEY BABYSの1枚目のライブ・ビデオである。2008年3月26日発売。発売元はDreamusic。

## 収録曲
1. OPENING
2. GO GO ライダー
3. 勝負パンツ
4. チェケラッチョ
5. そのまんま東へ
6. 恋の片道切符
7. もう君がいない
8. 大丈夫だよ
9. モーニングショット
10. One
11. ALWAYS
12. ちっぽけな勇気
13. Lovin' Life
14. ぼくはサンタクロース
15. 指切りげんまん
16. 泣いて笑って夢を見てた
17. 西日と影法師
18. ライブツアー・オフショット
ボーナストラック